# Condado de los Acevedos
El condado de los Acevedos es un título nobiliario español, creado por el rey Carlos III, el 10 de agosto de 1780 a favor de Vicente Antonio de Vera Ladrón de Guevara y Ulloa (1769-1797), Coronel del Regimiento de Milicias de Córdoba, Gentilhombre de Cámara de S.M., caballero maestrante de Sevilla.
En 1923, el título fue rehabilitado por el rey Alfonso XIII, a favor de Diego del Alcázar y Guzmán, hijo de Serapio del Alcázar y Vera de Aragón, VI marqués de Peñafuente —descendiente directo de un hermano del I conde de los Acevedos—, y de María del Carmen de Guzmán y Caballero, XI condesa de Villamediana.

## Condes de los Acevedos
|                                 | Titular                                           | Periodo                 |
| Creación por Carlos III         | Creación por Carlos III                           | Creación por Carlos III |
| ------------------------------- | ------------------------------------------------- | ----------------------- |
| I                               | Vicente Antonio de Vera Ladrón de Guevara y Ulloa | 1780-1797               |
| II                              | Vicente de Vera y Carvajal                        | 1797-1811               |
| III                             | Vicente de Vera y Mendoza                         | 1811-1838               |
| IV                              | Miguel de Mayoralgo y Vera                        | 1838-1859               |
| Rehabilitación por Alfonso XIII |                                                   |                         |
| V                               | Diego del Alcázar y Guzmán                        | 1923-1929               |
| VI                              | José del Alcázar y Roca de Togores                | 1929-1936               |
| VII                             | Juan Carlos del Alcázar y de Victoria             | 1954-1980               |
| VIII                            | José Carlos del Alcázar y Armada                  | 1983-1990               |
| IX                              | José Miguel de Mayoralgo y Lodo                   | 1990-actual titular     |

## Historia de los condes de los Acevedos
- Vicente Antonio de Vera Ladrón de Guevara y Ulloa (Badajoz, 1761-Madrid, 1797), I conde de los Acevedos, señor del mayorazgo de los Acevedos.[3] Era hijo de Vicente Javier Ladrón de Guevara y Acevedo y de su segunda esposa María Polonia de Ulloa y Carvajal.

Casó en Badajoz en 1778, con María Manuela de Carvajal y Flores. Le sucedió su hijo:
- Vicente de Vera y Carvajal (1787-1811), II conde de los Acevedos.[5]

Contrajo matrimonio en Badajoz en 1807 con Rafaela de Mendoza y Manuel de Villena, hija de Rodrigo de Mendoza y Ribera, V conde de Quintanilla, y de Ana Joaquina Manuel de Villena y Sánchez de Figueroa. Le sucedió su hijo:
- Vicente de Vera y Mendoza (1808-1838), III conde de los Acevedos.

Casó, en 1829, con María de la Concepción González-Yebra y Carrillo, marquesa de Villagodio, sin descendientes. Le sucedió su sobrino:
- Miguel de Mayoralgo y Vera (Cáceres, 5 de diciembre de 1801-ibid., 4 de octubre de 1859), IV conde de los Acevedos y regidor de Cáceres,[5] hijo de María Asunción de Vera y Carvajal (n. Mérida, 1779), hermana del III conde de los Acevedos, y de su esposo José Bibiano de Mayoralgo y Ovando (Cáceres,1785-Brozas, 14 de mayo de 1838), II conde de la Torre de Mayoralgo, alcalde de Cáceres).[5]

Casó en Cáceres el 17 de mayo de 1821 con María de los Dolores de Ovando y Porres.
En 1923, fue rehabilitado el título a favor de
- Diego del Alcázar y Guzmán (Madrid, 11 de junio de 1849-7 de marzo de 1940), V conde de los Acevedos,[6] VII marqués de Peñafuente,[6] XII conde de Villamediana,[6] V conde del Sacro Romano Imperio,[6]  II vizconde de Tuy,[6] grande de España de primera clase,[7] y senador por la provincia de Ávila durante seis legislaturas.[8] Era hijo de Serapio del Alcázar y Vera de Aragón, VI marqués de Peñafuente[6] y X conde de Crecente,[6] y de María del Carmen Guzmán y Caballero, XII condesa de Villamediana y dama de la Real Orden de las Damas Nobles de la Reina María Luisa.[6]

Casó, en París el 25 de mayo de 1876, con María del Carmen Roca de Togores y Aguirre-Solarte, hija de Mariano Roca de Togores y Carrasco, I marqués de Molins, grande de España, y de su esposa María del Carmen Aguirre-Solarte y Alcíbar. Le sucedió en 1929, por cesión, su hijo:
- José del Alcázar y Roca de Togores (11 de marzo de 1884-1936), VI conde de los Acevedos.[6]

Casó el 24 de enero de 1909, en Madrid, con María Paz de Victoria y Líbano. Le sucedió su hijo:
- José Carlos del Alcázar y de Victoria (1909-1980), VII conde de los Acevedos.[9][10]

Contrajo matrimonio en 1940 con María Rafaela Armada y Ulloa. Le sucedió su hijo:
- José Carlos del Alcázar y Armada (1941-.), VIII conde de los Acevedos.[9]

Casó en 1963 con Françoise Balaresque Heriard de Breuil. A este titular le fue revocado el título, y cancelada la Real Carta de Sucesión, el 4 de septiembre de 1990, a favor de:
- José Miguel de Mayoralgo y Lodo (n. en 1950), IX conde de los Acevedos, actual titular.[11] Notable historiador, letrado asesor de la Diputación Permanente y Consejo de la Grandeza de España y Títulos del Reino, numerario de la Real Academia de Extremadura de las Letras y las Artes y de la Real Academia Matritense de Heráldica y Genealogía, y correspondiente de la Real Academia de la Historia.[2]